# Tátra-csúcs
A Tátra-csúcs (szlovákul Vysoká, lengyelül Wysoka) nemcsak az Omladék-völgynek legimpozánsabb csúcsa, hanem egyúttal egyike a Tátra legideálisabb hegyalakulatainak a kétormú Tátra-csúcs. Két ormát – a majdnem teljesen egymagasságú ény. és dk. ormot – egy kb. 2543 m magasságban fekvő oromrés választja el. A két főormon kívül a Tátra-csúcs tömegéhez még két mellékorom tartozik, amelyek két oldalról szimmetrikusan támaszkodnak a csúcshoz, és ez a Bástya-hátról vagy a Csorba-tó felől tekintve gyönyörű négyágú korona alakját mutatják (a Tátra-csúcs koronája). E mellékormok: a csúcsnak a Hunfalvy-hágóból feljövő ény. gerincében emelkedő Roth Márton-csúcs (2520 m) és az Omladék-völgy felé előugró d. mellékgerincben emelkedő Déchy-csúcs (kb. 2523 m). 
A Tátra-csúcs a Tátra főgerincében fekszik. ék. gerince a Ruman-csorbához ereszkedik alá, amelynek túloldalán a Ganek szomszédos vele, míg ény. gerince – mint fentebb is említve volt – a Róth Márton-csúcson át a Hunfalvy-hágóhoz ereszkedik alá, amely a Tengerszem-csúcstól választja el. 
A Tátra-csúcs kilátása a legszebbek és legkiterjedtebbek közé tartozik. Hegymászó szempontból különösen a dk. és ény. gerinc nyújt szép mászást, míg a Cseh-tavi-völgyből feltörő é. fala egyike a Tátra leghatalmasabb falainak. 
Legrégibb említése ifjabb Buchholtz György tátrai panorámáján található (1717), ahol Visoka név alatt látható az a „Liptó területén lévő csúcs” (Cottus Liptoviensis). Göran Wahlenberg 1814-ben cacumen Visokae néven említi. A magyar irodalomban is sokáig a csúcs eredeti szlovák neve szerepelt, mint: Visoka, Viszoka, Wisoka, Wiszoka, Vysoka, Vyszoka, Wyszoka, Wysoka, Wyzoka. 
Déchy Mór, a csúcs első megmászója (1874. IX. 3-án, ifj. Ruman János és Spitzkopf Urbán Márton hegyivezetők társaságában) az MKE 1875-ös Évkönyvében indokolatlanul nevét „Magas Viszokára” bővítette ki, valószínű nem tudta, hogy a szlovák vysoká = magas. Déchy elnevezése később hatott a szlovák elnevezésre is – Veľká Vysoká (Nagy Viszoka). A 19. század hetvenes éveiben kapta a mai magyar illetve német nevét. Pavol Dobšinský szlovák mesegyűjtő a Slovenské pohľady 1884-es gyűjteményében azt állítja, hogy a csúcs régi, elfelejtett neve volt a Tátra elnevezés, és róla kapta az egész hegység is a nevét. Ezt a tévedést átvette a magyar irodalom is, és még ma is találkozunk e téves állítással. A lengyel elnevezés végig következetesen Wysoka volt. 
Az ény. ormon 1955. VIII. 21-én egy fémkeresztet helyezett el Oldřich Bublík és id. Miroslav Jílek. Mindketten akkoriban a Hunfalvy-hágó alatti menedékház gondnokai voltak. Bublíknak megtetszettek az alpesi csúcsokon elhelyezett keresztek és készített egyet „VR” monogrammal, ez állítólag nem ezen a helyen elhunyt barátja monogramja. Abban, hogy a kereszt átvészelte a kommunista uralmat, nem kis érdeme van a Tátrai Hegyi Mentőszolgálat mindenkori vezetőinek, akik ügyesen elszabotálták a politikai szervek leszerelési utasítását. 